# Scottish Aviation Twin Pioneer
Die Scottish Aviation Twin Pioneer war ein militärisches und ziviles Mehrzweck-Transportflugzeug des schottischen Herstellers Scottish Aviation. Es war der Nachfolger der einmotorigen Pioneer.

## Geschichte
Die Twin Pioneer war ein STOL-fähiger Schulterdecker mit einem dreiteiligen Seitenleitwerk und starrem Fahrwerk, angetrieben durch zwei Alvis Leonides 531-Sternmotoren. Der Prototyp absolvierte seinen Jungfernflug am 25. Juni 1955. Auf der Farnborough Air Show 1955 wurde das Flugzeug erstmals der Öffentlichkeit vorgestellt. Zunächst wurden drei Vorserienmodelle hergestellt und als Testflugzeuge sowie zu Werbezwecken eingesetzt. Im April 1956 flog dann die erste Serienmaschine. Nach zwei Abstürzen 1957 musste das Strebewerk überarbeitet werden.
Das 33. Exemplar diente 1958 als Prototyp der Series 2 und war auf Wunsch der Philippine Airlines mit Pratt-&-Whitney-Wasp-R-1340-Sternmotoren ausgestattet. Ein Series-3-Flugzeug erhielt einen verbesserten Alvis-Leonides-531-Sternmotor.
Bis 1967 wurden 87 Exemplare gebaut. Ende 2009 existieren weltweit noch drei flugfähige Maschinen und 13 als Exponate in Museen.

## Versionen
- Twin Pioneer : Prototyp mit Alvis-Leonides-503-Sternmotoren
- Twin Pioneer Series 1 : Serienmodell mit Alvis-Leonides-514-Sternmotoren
  - Twin Pioneer CC.Mk 1 : Militärversion der Series 1 für die Royal Air Force; 32 Maschinen gebaut
  - Twin Pioneer CC.Mk 2 : Militärversion die gegenüber der Series 1 einige Schmiede- und Gussbauteile anstelle von Blechumformteilen besaß; 7 Maschinen gebaut
- Twin Pioneer Series 2 : Serienmodell mit Pratt-&-Whitney-R-1340-Sternmotoren
- Twin Pioneer Series 3 : Serienmodell mit Alvis-Leonides-531-Sternmotoren

## Nutzung
Malaysia
Die Militärversion, die auch Bomben mitführen konnte, diente als erstes Flugzeug der neu geschaffenen malaysischen Luftwaffe.
 Vereinigtes Königreich.
Die Royal Air Force kaufte 39 Twin Pioneer, die zwischen 1958 und 1959 ausgeliefert wurden. Die 78. Squadron setzte sie zunächst von RAF Kormaksar in Aden. Später war die 21. Squadron in RAF Eastleigh in Kenia stationiert und im Fernen Osten im heutigen Malaysia wurden Twin Pioneer durch die 209. Squadron von ihrer Basis RAF Seletar aus eingesetzt. Die 209. Staffel war die letzte Twin Pioneer Einheit und flog den Typ bis Ende 1968.
Darüber hinaus gingen einige Flugzeuge an zivile Kunden. So dienten sie unter anderem in Österreich und der Schweiz als Vermessungsflugzeuge.

## Zwischenfälle
Vom Erstflug 1955 bis Juli 2019 kam es mit Twin Pioneers zu 35 Totalschäden. Bei 7 davon kamen 31 Menschen ums Leben. Auszüge:
- Am 7. Dezember 1957 stürzte eine Twin Pioneer 1 der Scottish Airlines (Luftfahrzeugkennzeichen G-AOEO) auf dem Rückflug zum Tripoli Idris International Airport (Libyen) 460 Kilometer südsüdwestlich von Tripolis in der Wüste ab. Als Unfallursache wurde ein Ermüdungsbruch in einer Verstrebung der linken Tragfläche ermittelt; das Flugzeug war erst 15 Monate alt. Alle 6 Insassen, 2 Besatzungsmitglieder und 4 Passagiere, wurden getötet.[2][3]

- Am 12. Dezember 1959 kam es bei einer Twin Pioneer 3 der Scottish Airlines (G-AOEN) bei Luabo (Mosambik) zum Totalschaden. Auf einem Demonstrationsflug wurde das linke Triebwerk abgestellt. Als das Flugzeug auch mit maximaler Leistung des rechten Triebwerks noch Höhe verlor, wurde vergeblich versucht, den linken Motor wieder zum Laufen zu bringen. Bei der Notlandung auf einer Insel im Sambesi brachen beide Tragflächen und das Fahrwerk ab. Alle 15 Insassen, 1 Pilot und 14 Passagiere überlebten.[4]

- Am 12. Januar 1960 kam es mit einer Scottish Aviation Twin Pioneer 2 der Philippine Airlines (PI-C430) bei einem Trainingsflug auf dem Flughafen Plaridel (Philippinen) zu einer Bruchlandung. Alle drei Besatzungsmitglieder, die einzigen Insassen, überlebten den Unfall. Das Flugzeug wurde irreparabel beschädigt.[5]

- Am 10. März 1960 fiel bei einer Twin Pioneer 3 der Scottish Airlines (G-ANTP) beim Start vom Flughafen Jorhat-Rowriah (Indien) das linke Triebwerk in etwa 10 Meter Höhe aus. Es kam zum Strömungsabriss. Das Flugzeug stürzte ab und fing Feuer. Von den 3 Besatzungsmitgliedern wurden 2 getötet.[6]

- Am 24. März 1964 wurde eine Scottish Aviation Twin Pioneer 2 der unter falschen laotischen Kennzeichen fliegenden Continental Air Services (US Central Intelligence Agency, CIA) (XW-PBJ) auf dem Flughafen Vientiane (Laos) bei einem schweren Sturm irreparabel beschädigt. Über Personenschäden ist nichts bekannt.[7]

- Am 24. März 1964 wurde eine Scottish Aviation Twin Pioneer 2 der unter falschen laotischen Kennzeichen fliegenden Continental Air Services (US Central Intelligence Agency, CIA) (XW-PBP) auf dem Flughafen Vientiane (Laos) bei einem schweren Sturm irreparabel beschädigt. Über Personenschäden ist nichts bekannt.[8]

- Am 7. April 1964 stürzte eine Scottish Aviation Twin Pioneer 2 der unter falschen laotischen Kennzeichen fliegenden US-amerikanischen Continental Air Services (US Central Intelligence Agency, CIA) (XW-PBN) wegen Treibstoffmangels in den Fluss Mekong (Laos). Der Pilot, der einzige Insasse, überlebte verletzt.[9]

- Am 20. September 1964 rutschte eine Twin Pioneer 2 der unter falschen laotischen Kennzeichen fliegenden US-amerikanischen Bird & Sons (XW-PBO) bei der Landung auf dem Landing Strip LS-48 Muang Hein (Laos) von der Piste. Die auf einem Frachtflug befindliche Maschine wurde irreparabel beschädigt. Über Personenschäden ist nichts bekannt.[10]

## Technische Daten (Twin Pioneer CC.Mk 1)
| Kenngröße             | Daten                                           |
| --------------------- | ----------------------------------------------- |
| Besatzung             | 2                                               |
| Passagiere            | 16 oder 12 ausgerüstete Soldaten                |
| Länge                 | 13,79 m                                         |
| Spannweite            | 23,32 m                                         |
| Höhe                  | 3,73 m                                          |
| Flügelfläche          | 62 m²                                           |
| Flügelstreckung       | 8,8                                             |
| Nutzlast              | 907 kg                                          |
| Leermasse             | 4627 kg                                         |
| Startmasse            | 6622 kg                                         |
| Höchstgeschwindigkeit | 266 km/h                                        |
| Reisegeschwindigkeit  | 200 km/h                                        |
| Dienstgipfelhöhe      | 6098 m                                          |
| Reichweite            | 1287 km                                         |
| Triebwerke            | zwei Sternmotoren Alvis Leonides 531 mit 564 kW |